# Rhinoplatia ruficollis
Rhinoplatia ruficollis là một loài bọ cánh cứng trong họ Oedemeridae. Loài này được Horn miêu tả khoa học năm 1868.